# Agiommatus erionotus
Agiommatus erionotus är en stekelart som beskrevs av Huang 1986. Agiommatus erionotus ingår i släktet Agiommatus och familjen puppglanssteklar. Inga underarter finns listade i Catalogue of Life.